# Olivetti Studio 44
La Studio 44 è una celebre macchina per scrivere meccanica semi standard realizzata dalla Olivetti nel 1952.

## Storia
Fu progettata nel 1952 dall'architetto e designer Marcello Nizzoli, collaboratore dell'azienda di Ivrea dal 1938, in collaborazione con l'ingegnere Giuseppe Beccio. La Studio 44 sostituì il modello Olivetti Studio 42, uscito nel 1935 e progettato dagli architetti Figini e Pollini e dal pittore Xanti Schawinsky.

## Descrizione
La Studio 44 venne creata dopo l'Olivetti Lexikon 80 (macchina grande da ufficio) e Lettera 22 (macchina leggera e portatile). Della Lettera 22 riprende la maniera in cui è stato progettato il cinematismo, mantenendo quindi una meccanica più compatta che le consente a questa macchina di riuscire ad essere trasportata, grazie anche alla valigia in dotazione. Della Lexikon 80 riprende invece alcuni meccanismi dello scappamento e del carrello, assieme ad una varia possibilità di regolazioni meccaniche. Questo ha contribuito a renderla una macchina da scrivere molto apprezzata in tutto il mondo. Lo scrittore americano Raymond Chandler ne era un affezionato utilizzatore e la descrisse così: "Sono propenso ad alzarmi intorno alle 4 del mattino, prendere un leggero sorso di scotch e acqua e iniziare a scrivere su questa adorabile Olivetti Studio 44, che è di gran lunga superiore a qualsiasi cosa produciamo in America. È una portatile pesante ed assemblata come un'auto da corsa italiana, e non devi giudicarla dalla mia battitura"
La Studio 44 venne quindi proposta non solo ad un utilizzo privato in abitazione, ma date le sue caratteristiche era adatta anche ad un pubblico più esigente di professionisti ed imprenditori.
Questa macchina venne prodotta in tre serie differenti:
- – I serie - carrozzeria di colore beige, tasti tondi neri ripresi dalla Lettera 22
- – II serie - carrozzeria beige, tastiera “fisiologica” nera per meglio adattare il piano del tasto alle dita degli utilizzatori
- – III serie - carrozzeria azzurra, tasti e manopole grigio-azzurro a cui venne aggiunto anche un guida-carta trasparente

Venne inoltre prodotta una versione chiamata "Studio 44L" la quale era meccanicamente la stessa macchina ma aveva la carrozzeria della Underwood 21, nome sotto cui veniva venuto questo modello con marchio Underwood.

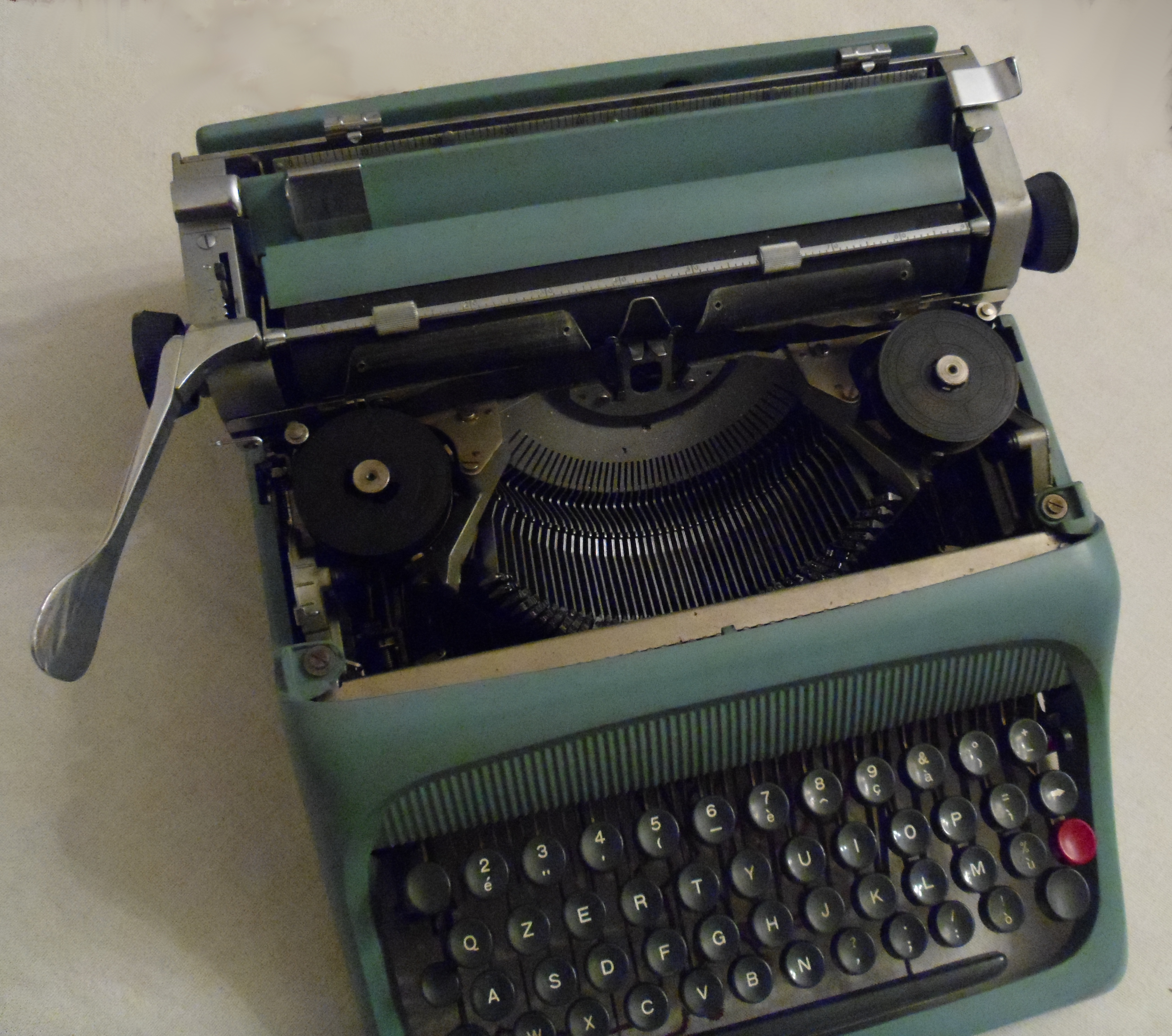
Studio 44 con senza coperchio. Si può osservare il cestello caratteri, le bobine di nastro inchiostrato e la leva di regolazione del tocco, posta sul telaio della macchina nel lato sinistro. Inoltre, si può ben vedere il guida-carta trasparente posto sul rullo.

Nel modello per il mercato italiano, possiede una tastiera tipo QZERTY, come è solito delle macchine italiane (a parte le moderne tastiere per computer). Oltre ai tasti di scrittura la tastiera include una barra spaziatrice, due tasti delle maiuscole, un tasto fissamaiuscole, il tasto di ritorno e un tasto di tabulazione. Vi sono poi due leve ai margini dei tasti di scrittura, una a destra e l'altra a sinistra. La leva di destra seziona il colore del nastro: con la leva posizionata di fronte al punto blu, la digitazione avviene sulla metà superiore del nastro: quando è posizionata di fronte al punto rosso, la digitazione avviene sulla metà inferiore. Per la preparazione di matrici, il nastro viene messo fuori uso posizionando la leva di fronte al punto bianco. La leva di sinistra invece permette di impostare o cancellare degli stop per il tabulatore. Sotto al coperchio amovibile che protegge le bobine di nastro inchiostrato ed il cestello dei caratteri, è presente sulla sinistra le leva di regolazione del tocco, impostabile in 4 livelli, selezionando quindi la resistenza che faranno i tasti durante la scrittura.
L'insieme dei tasti di scrittura ha una mancanza: non è presente il tasto col numero 1 che  si ottiene utilizzando la lettera l (elle) minuscola oppure la I (i) maiuscola; allo stesso modo non è presente lo zero, che si ottiene digitando la O (o) maiuscola. Tale caratteristica era piuttosto comune in tutte le macchine per scrivere meccaniche. Mancano anche i tasti per le vocali accentate maiuscole usate nella scrittura della lingua italiana, per battere una lettera maiuscola accentata bisognava battere tale lettera seguita da un apostrofo. Su richiesta, potevano comunque essere ordinate con il tasto 1 o con altri caratteri speciali, così come potevano essere ordinate con tastiere per scrivere in altre lingue.

## Utilizzatori celebri
- Beppe Fenoglio[4]
- Raymond Chandler[5]
- Alberto Moravia[6]